# 林羅山
林羅山（1583年—1657年3月7日），本名信勝（日语：／ Nobukatsu），字子信，號羅山，出家後法號道春，日本江戶時代初期的儒學家、德川幕府御用文人。

## 生平
天正11年（1583年）出生於京都、他被其伯父收為養子。自小即表現出傑出的天才、文祿4年（1595年）１３岁進入京都的建仁寺作“稚儿”，學習佛教，寺内诸僧劝其剃发出家，但他拒絕出家，他说：“身体发肤不可毁伤，孝也。且无子孙，亦为不孝”，最後返回家裡。
他治學熱衷於朱子學，慶長9年（1604年）時遇到藤原惺窩，學問受其影響甚大。藤原亦對林羅山的聰穎相當欣賞，因而於次年的1605年將他推薦給德川家康，以二十三歲的年輕少年身份，成為德川的智庫。
1607年他在江戶為第二代將軍德川秀忠（家康的三子）講學。寬永元年（1624年）時他成了第三代將軍德川家光（秀忠的長子）的老師、以後幕府的相關政治、公文文書起草他多有參與。德川家康重用儒家学者，使儒学越发兴隆。例如林罗山为《公羊传》加上训读读音，以便传习和教授。寬永12年（1635年）他起草了武家諸法度一書、次年1636年則參與了伊勢神宮的參拜典禮。
寬永9年（1632年）他在上野國忍岡一地興建先聖殿、之後稱為昌平阪學問所，在此成為他發揚新儒學的基地。
林羅山對德川幕府早期成立時的各種相關制度、禮儀、規章和政策法令的制定貢獻很大，此外他對日本儒學的推展亦功不可沒。林罗山一生读书不辍，著有《林罗山诗集》和《林罗山文集》。
之後林羅山的孫子林鳳岡被賦予大學頭一職，擔任幕府學問的導師，並負責管理駿河文庫。
林羅山夫婦與長子、次子葬於林氏墓地，位在現今東京都新宿區市谷山伏町。

## 評價
林罗山一方面反对朱熹“理气论”，一方面又利用朱熹的“排佛反释”思想来打击佛教势力。朱谦之称其“在日本文艺复兴期中，罗山不但把儒学从明经家手中、从僧侣手中解放出来，而且他自己在学术整理方面，均有许多新成绩”。